# Red interbancaria

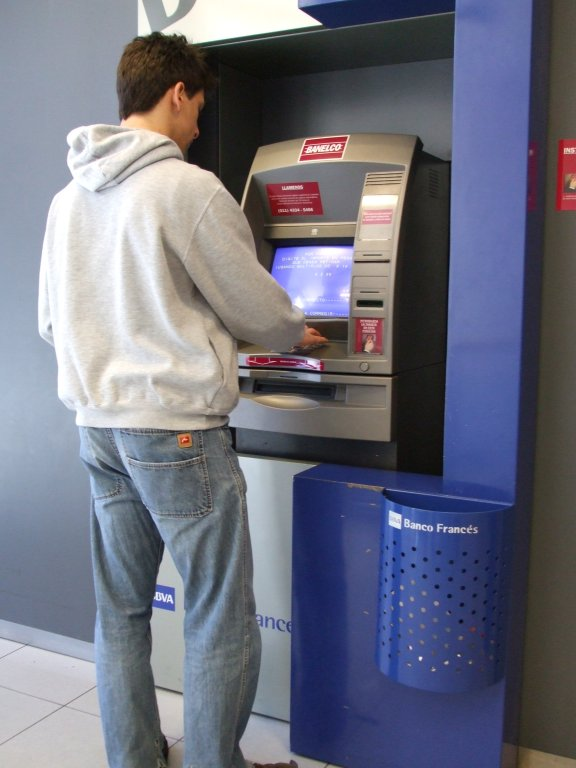
Una persona utilizando un cajero de BBVA Francés perteneciente a la red interbancaria de Banelco en Buenos Aires (Argentina).

Una red interbancaria es una red informática que conecta los cajeros automáticos de los diferentes bancos y permite que estos cajeros automáticos puedan interactuar con las tarjetas de otros bancos.
Aunque las redes interbancarias proporcionan capacidades, para todas las tarjetas dentro de la misma red, para usar cajeros automáticos de otros bancos que pertenecen a la misma red, los servicios varían. Por ejemplo, cuando una persona usa su tarjeta de débito en un cajero automático que no pertenece a su banco, los servicios básicos, tales como consultas de saldo y retirar dinero, suelen estar disponibles. Sin embargo, los servicios especiales, tales como la recarga de saldo de teléfonos móviles, pueden no estar disponibles para las tarjetas de otras entidades bancarias distintas. Además, los bancos pueden cobrar una tarifa a los usuarios de tarjetas que no provienen de su propio banco (además de los cargos impuestos por el banco de la tarjeta).
Redes interbancarias son útiles porque las personas pueden acceder a los cajeros automáticos de otros bancos que son miembros de la red cuando no encuentran ningún cajero automático de su propio banco cerca. Esto es especialmente conveniente para las personas que viajan al extranjero, donde las redes interbancarias multinacionales, como Plus o Cirrus, suelen estar disponibles.
Las redes interbancarias, a través de diferentes medios, también permiten el uso de tarjetas de cajero automático en puntos de venta a través del uso de un terminal EFTPOS (transferencia electrónica de fondos en el punto de venta) especial donde tarjetas de cajero automático se tratan como tarjetas de débito.

## En el mundo
| País           | Nombre de la red interbancaria                                                                             | Sistema de liquidación bruta en tiempo real                                                                 |
| -------------- | --- | --- |
| Australia      | Electronic Funds Transfer at Point Of Sale (EFTPOS)                                                        | Reserve Bank Information & Transfer System (RITS)                                                           |
| Canadá         | Interac | Large Value Transfer System (LVTS)                                                                          |
| China          | UnionPay                                                                                                   | China National Advanced Payment System (CNAPS)                                                              |
| Francia        | Groupement des cartes bancaires CB                                                                         | EBA Clearing (Euro1), Trans-European Automated Real-time Gross Settlement Express Transfer System (TARGET2) |
| Alemania       | Girocard                                                                                                   | EBA Clearing (Euro1), Trans-European Automated Real-time Gross Settlement Express Transfer System (TARGET2) |
| Italia         | Bancomat                                                                                                   | EBA Clearing (Euro1), Trans-European Automated Real-time Gross Settlement Express Transfer System (TARGET2) |
| India          | National Financial Switch (NFS), Banks ATM Network and Customer Services (BANCS), Cashnet, CashTree, RuPay | Reserve Bank of India - Real Time Gross Settlement (RBI-RTGS)                                               |
| Nigeria        | Interswitch                                                                                                | National Interbank Settlement Scheme (NIBSS)                                                                |
| Japón          | Yucho | Bank of Japan Financial Network System (BOJ-NET)                                                            |
| Sudáfrica      | SASWITCH (BankservAfrica)                                                                                  | South African Multiple Option Settlement (SAMOS)                                                            |
| Reino Unido    | LINK | Clearing House Automated Payment System (CHAPS)                                                             |
| Estados Unidos | Allpoint, New York Currency Exchange (NYCE), Pulse, STAR, MoneyPass                                        | Clearing House Interbank Payments System (CHIPS), Fedwire                                                   |

La industria de tarjetas de pago (PCI) denota las tarjetas de débito, crédito, prepago, monedero electrónico, cajeros y terminales de venta y negocios asociados. Las principales marcas utilizadas por las redes interbancarias anteriores se enumeran por valor de activo.

### Alemania
En Alemania la red interbancaria Girocard proporciona servicio para tarjetas de débito conectando virtualmente todos los bancos y cajeros alemanes.

### Argentina
En Argentina, hay dos redes interbancarias, una de ellas es Red Link, que agrupa principalmente a bancos públicos y estatales, y la red Banelco, que agrupa a bancos privados. Ambas redes tienen servicios de transferencia electrónica, pago de servicios, home banking, recarga de celulares y tarjetas para transporte público, entre otros servicios.

### Brasil
En Brasil, la mayor red interbancaria es Banco24Horas.

### Caribe
En el Caribe, la principal red interbancaria es la red ATH (ATH network). La mayoría de bancos emite tarjetas que pertenecen tanto a la red ATH y a las redes de Visa y Mastercard, empleando la primera para retiradas de efectivo de cajeros y las redes MasterCard/Visa para transacciones en puntos de venta. Algunos bancos (como BanReservas) solo emiten tarjetas de la red ATH que emplean dicha red para los dos tipos de transacciones.

### Chile
En Chile, el único proveedor de este servicio es Redbanc.

### España
En España, desde 2018 existe una única red interbancaria denominada Sistema de Tarjetas y Medios de Pago, S.A. (Sistema Pay), tras la fusión de las tres redes existentes Servired, Euro 6000 y 4B. Por ahora no se ha decidido un nombre comercial, pero es posible que se use el de Bizum, dado que las entidades financieras son dueñas de ambas sociedades.

### Estados Unidos
Debido a la naturaleza históricamente fragmentada de la banca en los Estados Unidos, ha habido una gran cantidad de bancos pequeños, lo que resultó en el establecimiento de varias redes interbancarias diferentes, principalmente a lo largo de líneas geográficas. Estos comenzaron a consolidarse a partir de mediados de la década de 1980, lo que resultó en tres importantes redes interbancarias que, en 2003, tenían más del 70% del volumen en los Estados Unidos:
- STAR
- NYCE
- Pulse

En 2003 se crearon dos redes de cajeros automáticos interbancarios adicionales:
- Allpoint
- MoneyPass

### Indonesia
En Indonesia, hay varias redes interbancarias. Es posible realizar transferencias entre cuentas usando estas redes, incluso a cuentas pertenecientes a otras redes. Solo es necesario el código del banco y el número de cuenta.
- ALTO es una de las primeras redes interbancarias.[6]
- ATM Bersama.
- Link es una red que consiste en cuatro bancos de propiedad estatal: Bank Mandiri, Bank Rakyat Indonesia, Bank Negara Indonesia y Bank Tabungan Negara.
- PRIMA, que cuenta con BCA (Bank Central Asia) como uno de sus miembros. Puede funcionar como una red EFTPOS (Electronic Funds Transfer at Point of Sale) empleando su propia red EFTPOS denominada Debit BCA

### Japón
Existen varias redes interbancarias en Japón:
- Las dos más importantes son BANCS (bancos urbanos) y Yucho (Japan Post Bank).[7]
- Otras redes son ACS (banco local), SOCS (banco fiduciario), LONGS (banco a largo plazo), SCS (banco local secundario), SINKIN-NETCASH (banco Shinkin), SANCS (cooperativa de crédito), ROCS (Banco Laboral) y JABANK-NET (Norinchukin Bank).

Los fondos se transfieren dentro de la red interbancaria de distintas formas. Yucho es la única red que acepta tarjetas de redes internacionales tales como Cirrus y PLUS.

### Portugal
Multibanco es la red interbancaria unificada única en Portugal, que conecta los cajeros automáticos de todos los bancos portugueses. Esta red existe desde 1985 y es propiedad de SIBS (Sociedade Interbancária de Serviços). Multibanco es una red interbancaria totalmente integrada y ofrece muchos más servicios de los que se encuentran habitualmente en las redes de otros países.
Multibanco también tiene una red EFTPOS completa, el Pago Automático Multibanco, y también es un proveedor de servicios de banca por Internet y telefonía móvil a través de los servicios TeleMultibanco y MBNet, respectivamente. También es el proveedor del servicio de cobro de peaje electrónico Via Verde.